# 墨脱冬青
墨脱冬青（学名：Ilex medogensis）是冬青科冬青属的植物，为中国的特有植物。分布在中国大陆的西藏等地，生长于海拔800米的地区，多生在常绿阔叶林中，目前已由人工引种栽培。